# Santa Terezinha do Progresso
Santa Terezinha do Progresso é um município brasileiro do estado de Santa Catarina. Localiza-se na Região Geográfica Imediata de Maravilha e pertence à Região Geográfica Intermediária de Chapecó.

## Geografia
Localiza-se a uma latitude 26º37'08" sul e a uma longitude 53º12'06" oeste, estando a uma altitude de 400 metros.
Possui uma área de 119,653 km².

## História
A colonização de Santa Terezinha do Progresso começou na década de 1940. Gaúchos descendentes de imigrantes italianos deixaram para trás a crise econômica no Rio Grande do Sul e vieram para Santa Catarina na esperança de enriquecer nas terras férteis, baratas e com madeira abundante. O terreno acidentado e as matas densas dificultaram a instalação das famílias. O deslocamento até os municípios vizinhos, em busca de mantimentos e de remédios, durava um dia inteiro. A localidade recebeu o nome da padroeira, Santa Terezinha, e quando se desmembrou de Campo Erê, em 19 de julho de 1995, acrescentou o complemento “do progresso”.
Hoje, a economia do município é baseada na agricultura familiar. Atualmente são cerca de 537 famílias agricultoras que tiram sua subsistência da terra – dados levantados em 2011 pelos agentes comunitários de saúde. Estes agricultores trabalham em regime unifamiliar e são peças importantes que promovem o desenvolvimento do município. Para manter estas famílias no campo, o poder público municipal incentiva com diversos programas na saúde, educação, cultura e desporto. Tudo para o progresso da cidade.